# Rubén Blades
Rubén Blades Bellido de Luna (Cidade do Panamá, 16 de julho de 1948) é um cantor, compositor, músico, ator, advogado e político panamenho que desenvolveu a maior parte de sua carreira nos Estados Unidos. Seu estilo musical é classificado como salsa intelectual.
Desde os anos 70 até a atualidade já gravou mais de vinte álbuns e já foi convidado a participar de mais de quinze gravações com vários artistas de diferentes gêneros e tendências musicais. Em reconhecimento ao seus trabalhos já recebeu seis prêmios Grammy. Também participou como ator em diversas produções cinematográficas.
Rubén Blades é conhecido como um duro crítico dos regimes ditatoriais de toda a América Latina, pois sempre faz referência a estes assuntos nas letras de suas canções, como por exemplo em "Desapariciones". Também criticou o imperialismo americano, como pode ser conferido na música "Tiburón". Em 1994 participou das eleições presidenciais  de seu país, nas quais alcançou o terceiro lugar, com vinte por cento dos votos, dentre mais de uma dezena de candidatos. Em 2004 Blades apoiou a candidatura presidencial de Martín Torrijos (filho de Omar Torrijos) e, mais uma vez, este ganhou as eleições. Blades aceitou e exerceu o posto de ministro do turismo no novo governo, permanecendo no cargo até o ano de 2009.

## Biografia
Rubén Blades nasceu no seio de uma família onde a arte sempre ocupou um lugar privilegiado, no bairro de San Felipe da Cidade do Panamá. Seus pais foram Rubén Blades Bosques e Anoland Bellido de Luna. Em 1974, aos 26 anos de idade, graduou-se em Direito na Faculdade de Direito e Ciências Políticas da Universidade do Panamá. Ele completou seus estudos profissionais na Harvard Law School em 1985.
Sua iniciação na música se deu com os selos discográficos Alegre Records e com o afamado Fania Records, de Nova York. Seu talento como cantor lhe abriram as portas, com participações fugazes nas bandas de Pete Rodríguez, Richard Ray, Bobby Cruz e Ray Barreto. No ano de 1969 participou da gravação do disco De Panamá a Nueva York/From Panama to New York, com Pete Rodríguez - disco que, curiosamente, Blades não inclui em sua discografia.
Foi sua parceria musical com o trombonista nova-iorquino Willie Colón que o transformou em um nome consistente e o tornou conhecido na indústria discográfica. O primeiro disco lançado se converteu em um clássico da salsa, Metiendo Mano!, em cuja capa aparecia em letras minúsculas o texto "Willie Colón presenta a Rubén Blades". Do referido álbum saíram os sucessos "Pablo Pueblo", "Plantación Adentro" e "Según el Color". O disco foi recebido com bons olhos pela crítica especializada.
Rubén Blades compôs e dedicou à Héctor Lavoe a canção "El Cantante", considerada uma obra de arte da lírica da salsa, por haver retratado em suas letras a vida e obra do artista porto-riquenho.
Vários críticos da salsa são enfáticos em afirmar que existiu um disco divisor de águas no desenvolvimento deste gênero. Inclusive o músico e crítico de salsa peruano Luis Delgado Aparicio afirma que este disco é um êxito no desenvolvimento musical do século XX. Trata-se do disco Siembra (1978), que incluiu as canções, agora clássicas, "Pedro Navaja", "Plástico", "Buscando Guayaba" e "Siembra". Neste disco já se via consolidado o que já se percebeu desde o álbum anterior. A habilidades de Blades para colocar em suas letras uma marca pessoal que depois seria chamada de salsa intelectual.
Nos tempos que a salsa iniciava sua ascensão, saindo dos bairros e ruas em direção aos salões de dança, e as experiências cantadas foram trocadas por enredos mais sensuais, Rubén Blades cantava sobre o bandido, o anti-herói, as ruas, as tragédias reais, etc. Na música "Plástico" é possível assinalar outro tema recorrente na discografia de Blades, a exortação a que uma América Latina unida desperte e cumpra um sonho de orgulho regional que emana diretamente de Simón Bolívar. Atualmente o álbum Siembra é considerado um clássico da salsa, e é um dos discos mais vendidos do gênero de todos os tempos. Da união com Willie Colón ainda surgiria os discos Maestra Vida Vol. 1 (1980) e Maestra Vida Vol. 2 (1980), Canciones del Solar de los Aburridos (1981) e The Last Fight (1982).
Já com seu discos solo Blades não teve tanto sucesso como em Siembra e nos dois álbuns Maestra Vida, considerados a obra prima do música. Nestes últimos álbuns o cantor narra a história de uma família qualquer de um país da América Latina que poderia ser tanto o México ou a Argentina como a Bolívia ou a Guatemala, mas retrata principalmente o Panamá pois as músicas falam de seu povo, da sua vida e de momentos passados do país, que ele nomeia de "velho Panamá". Deste disco duplo se destacaram as canções "Manuela", "El Nacimiento de Ramiro" e "Maestra Vida". Os retratos do que entende-se por periferia, as críticas aos governos latinoamericanos em geral e o canto ao amor e à mulher fazem deste disco uma referência integral dos valores que tem a salsa como música.
Já nos anos 80 Blades inicia outra etapa muito frutífera em sua carreira ao juntar-se com o grupo Seis del Solar, que depois trocaria o seu nome para Son del Solar. Está união produziu o álbum Buscando América, no qual destacam-se os clássicos "Decisiones" e "El Padre Antonio y su Monaguillo Andrés", além dos discos Escenas, Agua de Luna, Doble Filo, Nothing but the Truth, Antecedentes, Live! e Caminando. Esta etapa foi encerrada com o disco The Best.
Em 1983, 1984 e 1987 a gravadora Fania Records publica outros álbuns de Blades, El que la Hace la Paga Mucho Mejor e Doble Filo, com várias canções gravadas com a orquestra de Willie Colén e os Seis del Solar. As canções de destaque foram "Lo Pasado No Perdona", "Ganas", "Noe" e "Privilegiado".
Já nos anos 90, depois de sua experiência na vida política, Rubén Blades lança mais um disco com Willie Colón, Tras la Tormenta (1985), no qual se intercalam músicas tanto de um quanto do outro. Em 1997 colabora com a banda Los Fabulosos Cadillacs em seu disco Fabulosos Calavera.
A última parte da discografia de Rubén Blades reflete um cantor mais maduro e com a capacidade de experimentar novas fusões e gêneros. O disco La Rosa de los Vientos inclui música panamenha que Blades oferece como uma homenagem ao seu país. Os disco Tiempos e Mundo, co-produzidos com o trio costa-riquenho Editus, apesar de se afastarem um pouco da salsa eles foram premiados pela sua qualidade interpretativa.
A recente participação de Blades no disco Across 110th Street, da Spanish Harlem Orchestra, onde toca seu parceiro do Seis del Solar, Óscar Hernández, demonstra que Blades tem um talento especial para a salsa e deixa seus seguidores a espera de seu próximo trabalho.
Em 2007 o cantor iniciou uma fase mais interativa, buscando proximidade com as pessoas por meio de um programa de rádio em formato podcast chamado El Show de Rubén Blades, realizado no Panamá, no qual faz comentários sobre novas bandas, responde perguntas mandadas por los internautas e se mostra como é, sincero e claro com seus pensamentos.
Depois de sua participação no governo panamenho, em agosto de 2009 ele inicia uma turnê mundial por países como Porto Rico, Venezuela, Equador, Peru, Estados Unidos e Panamá.

## Discografia

### Com Ray Barretto
- Barretto (Fania, 1975)

### Com Fania All-Stars
- "Los Muchachos de Belén" em Tributo a Tito Rodríguez (Fania, 1976)
- "Juan Pachanga" em Rhythm Machine (Columbia, 1977)
- "Sin tu Cariño" em Spanish Fever (CBS, 1978)
- "Prepara" em Cross Over (CBS, 1979)
- "La Palabra Adiós" em Commitment (FNA, 1980)

### Com Willie Colón
- Metiendo Mano! (Fania, 1977)
- Siembra (Fania, 1978)
- Maestra Vida Vol. 1 (Fania, 1980)
- Maestra Vida Vol. 2 (Fania, 1980)
- Canciones del Solar de los Aburridos (Fania, 1981)
- The Last Fight (Música Latina, 1982)
- Tras la Tormenta (Sony, 1995)
- Talento de Televisión (Fania, 1998)

### Com Spanish Harlem Orchestra
- Across 110th Street (Red Ink, 2004)

### Carreira solo
- El que la Hace la Paga (Fania, 1983)
- Mucho Mejor (Fania, 1984)
- Buscando América (Elektra, 1984)
- Escenas (Elektra, 1985)
- Agua de Luna (Elektra, 1987)
- Doble Filo (Fania, 1987)
- With Strings (Fania, 1988)
- Nothing but the Truth (Elektra, 1988)
- Antecedente (Elektra, 1988)
- Caminando (CBS, 1991)
- Amor y Control (CBS, 1992)
- La Rosa de los Vientos (Sony, 1996)
- Tiempos (Sony, 1999)
- Mundo (Sony, 2002)
- Cantares del Subdesarrollo (Rubén Blades producciones, 2009)

### Coletâneas
- Bohemio y Poeta (Fania, 1979)
- Live (Elektra, 1990)
- Argentina (Reggaeton, 2009)

## Prêmios e indicações

### Grammy Latino
| Ano  | Categoria       | Indicação | Resultado |
| ---- | --------------- | --------- | --------- |
| 2000 | Gravação do Ano | Tiempos   | Indicado  |